# 克莱登大学
克莱登大学是钱锺书1947年出版的长篇小说《围城》中叙述的美国一所野鸡大学，小说男主角方鸿渐、三閭大學历史系主任韩学愈都花钱购买這家大学的文凭。在中国，「克莱登大学」一词成为「野鸡大学」、「虚假文凭」、「冒牌大学」的代名词，常被新闻媒体加以引用。

## 原文出处
小说男主角方鸿渐在欧洲游学期间，不理学业，4年内在伦敦、巴黎、柏林之间倒换三所大学，兴趣广泛但生活懒散。为了给家人交待，方鸿渐在回国前，从爱尔兰人手里花30美元骗购一张野鸡的美国「克莱登大学」博士学位证书，全名是「克莱登法商专门学校函授班博士」，并随海外学成的学生回国，还以此学历任教于小说中虚构的三闾大学。而三闾大学历史系主任韩学愈与方鸿渐一样，在国外也向爱尔兰人购买了「克莱登大学」的世界通史博士文凭，并娶了一名白俄太太冒充美国人。
在《围城》中还虚构了东方大学、东美合众国大学、联合大学、神玄大学等诸多花10美元便可买到的立案注册学校。小说的这一情节安排被视作是对中国1930-1940年代部分知识分子插科打诨、崇洋、自私、虚伪、软弱、动摇等性格心理的特别讽刺，是《围城》讽刺艺术的重要组成部分。

## 对现世的影响
「克莱登大学」已广泛使用在中國大陸地區的现代汉语之中，在描述虚假学历事件之时「克莱登大学」已成为一个高频词汇，具有调侃性。由于现代社会中虚假文凭的现象依然严重，媒体将那些假学历或者不算假但过于唬人的学历都归入「克莱登大学」之列。假文凭丑闻也已成为一个全球性的问题，而政坛与文艺界往往是克莱登大学的高发领域，葡萄牙前总理若泽·苏格拉底、日本前首相小泉纯一郎、巴基斯坦总统扎尔达里以及众多商界、影视界名人的假文凭丑闻都被媒体冠以「克莱登大学」的「雅号」。
在香港甚至出现名为「香港克莱登大学」的野雞大學（Clayton University Hong Kong，或译「克萊頓香港大學」），「荣登」美國教育部、美國高等教育認證委員會2012年更新公布的全球691所「野雞大學」之一。

## 扩展阅读
- . 2011-01-21  [2011-11-07]. （原始内容存档于2019-09-13）.